# Dyskografia Viki Gabor
Dyskografia Viki Gabor obejmuje trzy albumy studyjne, dwa minialbumy, dwadzieścia cztery single, osiem singli promocyjnych i dwadzieścia siedem teledysków (w tym dwa inne). Artykuł zawiera informacje o datach premiery, wytwórniach muzycznych, nośnikach, pozycjach na listach przebojów, sprzedaży i certyfikatach Związku Producentów Audio-Video.

## Albumy studyjne
| Rok                                                     | Dane dot. albumu | Najwyższa pozycja na liście | Certyfikat         | Sprzedaż       |
| Rok                                                     | Dane dot. albumu | POL                         | Certyfikat         | Sprzedaż       |
| ------------------------------------------------------- | --- | --------------------------- | ------------------ | -------------- |
| 2020                                                    | Getaway (Into My Imagination) - Wydany: 4 września 2020 - Wytwórnia: Universal Music Polska - Format: CD, digital download, streaming | 6                           | - POL: złota płyta | - POL: 15 000+ |
| 2022                                                    | ID - Wydany: 18 listopada 2022 - Wytwórnia: Sony Music Entertainment Poland - Formaty: CD, digital download, streaming                | 24                          |                    |                |
| 2024                                                    | Terminal 3 - Wydany: 21 czerwca 2024 - Wytwórnia: Sony Music Entertainment Poland - Formaty: CD, digital download, streaming          | –                           |                    |                |
| „–” oznacza, że album nie był notowany na danej liście. | |                             |                    |                |

## Minialbumy
| Rok  | Dane dot. albumu |
| ---- | --- |
| 2019 | Time (Remixes) - Wydany: 12 kwietnia 2019 - Wytwórnia: Universal Music Polska - Format: digital download, streaming       |
| 2020 | Getaway (Live Acoustics) - Wydany: 27 maja 2020 - Wytwórnia: Universal Music Polska - Format: digital download, streaming |

## Single

### Jako główna artystka
| Rok | Tytuł                                                                 | Najwyższe pozycje na listach | Najwyższe pozycje na listach | Najwyższe pozycje na listach | Certyfikat                | Sprzedaż       | Album                                  |
| Rok | Tytuł                                                                 | POL (airplay)                | POL (airplay nowości)        | POL (airplay TV)             | Certyfikat                | Sprzedaż       | Album                                  |
| --- | --------------------------------------------------------------------- | ---------------------------- | ---------------------------- | ---------------------------- | ------------------------- | -------------- | -------------------------------------- |
| 2019 | „Time”                                                                | –                            | –                            | –                            |                           |                | Getaway (Into My Imagination)          |
| 2019 | „Superhero”                                                           | 1                            | 2                            | 1                            | - POL: 2× platynowa płyta | - POL: 40 000+ | Getaway (Into My Imagination)          |
| 2020 | „Ramię w ramię” (oraz Kayah)                                          | 4                            | 2                            | –                            | - POL: 2× platynowa płyta | - POL: 40 000+ | Getaway (Into My Imagination)          |
| 2020 | „Getaway”                                                             | 6                            | 5                            | 4                            | - POL: złota płyta        | - POL: 10 000+ | Getaway (Into My Imagination)          |
| 2020 | „Forever and a Night”                                                 | –                            | –                            | –                            |                           |                | Getaway (Into My Imagination)          |
| 2020 | „Not Gonna Get It”                                                    | 46                           | 1                            | –                            |                           |                | Getaway (Into My Imagination)          |
| 2020 | „Wznieść się chcę”                                                    | –                            | –                            | –                            |                           |                | Wyprawa na Księżyc (ścieżka dźwiękowa) |
| 2020 | „Afera”                                                               | 15                           | 5                            | –                            |                           |                | Getaway (Into My Imagination)          |
| 2021 | „Moonlight”                                                           | –                            | –                            | –                            |                           |                | ID                                     |
| 2021 | „Toxic Love”                                                          | –                            | –                            | –                            |                           |                | ID                                     |
| 2022 | „Napad na serce”                                                      | 24                           | 1                            | –                            |                           |                | ID                                     |
| 2022 | „Could Be Mad”                                                        | –                            | –                            | –                            |                           |                | ID                                     |
| 2022 | „So What”                                                             | –                            | –                            | –                            |                           |                | –                                      |
| 2022 | „Barbie”                                                              | 16                           | 1                            | –                            |                           |                | ID                                     |
| 2022 | „Cute” (gościnnie: Margaret)                                          | –                            | –                            | –                            |                           |                | ID                                     |
| 2023 | „Stop Playing Games”                                                  | –                            | X                            | X                            |                           |                | Terminal 3                             |
| 2024 | „Daj mi znak”                                                         | –                            | X                            | X                            |                           |                | Terminal 3                             |
| 2024 | „Wizja”                                                               | –                            | X                            | X                            |                           |                | Terminal 3                             |
| 2024 | „Kiss and Fly”                                                        | –                            | X                            | X                            |                           |                | Terminal 3                             |
| 2024 | „Usuń strach” (oraz Alberto)                                          | –                            | X                            | X                            |                           |                | –                                      |
| 2024 | „Co z nami będzie?” (oraz Sentino i Trueman)                          | –                            | X                            | X                            |                           |                | Business Nothing Personal              |
| 2025 | „Czym chata bogata” (oraz Cleo, Wac Toja, Golec uOrkiestra i Donatan) | –                            | X                            | X                            |                           |                | Równonoc: Raróg                        |
| 2025 | „Wszystko co mam”                                                     | –                            | X                            | X                            |                           |                | –                                      |
| 2025 | „Bomba”                                                               | –                            | X                            | X                            |                           |                | –                                      |
| „–” oznacza, że singel nie był notowany na danej liście. „X” oznacza, że lista nie istniała w danym okresie. |                                                                       |                              |                              |                              |                           |                |                                        |

### Single promocyjne
| Rok  | Tytuł                                                              | Album                         |
| ---- | ------------------------------------------------------------------ | ----------------------------- |
| 2019 | „What Christmas Means to Me”                                       | –                             |
| 2019 | „Silent Night”                                                     | –                             |
| 2019 | „Cicha noc”                                                        | –                             |
| 2020 | „Still Standing”                                                   | Getaway (Into My Imagination) |
| 2020 | „That’s What She Said”                                             | Getaway (Into My Imagination) |
| 2022 | „3:30”                                                             | ID                            |
| 2022 | „15 lat”                                                           | ID                            |
| 2023 | „Last Christmas” (Valentina, gościnnie: Viki Gabor i Petar Aničić) | La magie de Noël              |

### Inne utwory
| Rok  | Tytuł                              | Uwagi                               | Źródło |
| ---- | ---------------------------------- | ----------------------------------- | ------ |
| 2025 | White 2115 – Bentley Music Mixtape | gościnnie śpiew w utworze „Pull Up” | [ 9 ]  |

## Teledyski
| Rok  | Tytuł                               | Reżyseria           | Źródło |
| ---- | ----------------------------------- | ------------------- | ------ |
| 2019 | „Time”                              | Sebastian Wełdycz   | [ 10 ] |
| 2019 | „Superhero”                         | Pascal Pawliszewski | [ 11 ] |
| 2020 | „Ramię w ramię”                     | Sebastian Wełdycz   | [ 12 ] |
| 2020 | „Getaway”                           | Dawid Krępski       | [ 13 ] |
| 2020 | „Forever and a Night”               | Dawid Krępski       | [ 14 ] |
| 2020 | „Not Gonna Get It”                  | Dawid Ziemba        | [ 15 ] |
| 2020 | „Afera”                             | Dawid Ziemba        | [ 16 ] |
| 2020 | „Wznieść się chcę”                  | –                   | [ 17 ] |
| 2020 | „That’s What She Said”              | Dawid Ziemba        | [ 18 ] |
| 2021 | „Moonlight”                         | Dawid Ziemba        | [ 19 ] |
| 2021 | „Toxic Love”                        | Pascal Pawliszewski | [ 20 ] |
| 2022 | „Napad na serce”                    | Paweł Grabowski     | [ 21 ] |
| 2022 | „Could Be Mad”                      | Paweł Grabowski     | [ 22 ] |
| 2022 | „So What”                           | Andiamo             | [ 23 ] |
| 2022 | „Barbie”                            | Paweł Grabowski     | [ 24 ] |
| 2022 | „15 lat”                            | Dawid Ziemba        | [ 25 ] |
| 2022 | „Cute”                              | Dawid Ziemba        | [ 26 ] |
| 2023 | „Stop Playing Games”                | Olga Czyżykiewicz   | [ 27 ] |
| 2024 | „Daj mi znak”                       | Paweł Grabowski     | [ 28 ] |
| 2024 | „Kiss and Fly”                      | Marcin Kopiec       | [ 29 ] |
| 2024 | „Usuń strach”                       | Edward Grygianiec   | [ 30 ] |
| 2024 | „Co z nami będzie?”                 | Brevko              | [ 31 ] |
| 2025 | „Czym chata bogata”                 | Michał Konrad       | [ 32 ] |
| 2025 | „Wszystko co mam”                   | Brevko              | [ 33 ] |
| 2025 | „Bomba”                             |                     |        |
| Inne |                                     |                     |        |
| 2019 | „Impreza Halloween”                 | –                   | [ 34 ] |
| 2023 | „Last Christmas” (visualizer video) | Victor Crétois      | [ 35 ] |